# バラハタ属
バラハタ属（学名：Variola）は、ハタ科の属の一つ。インドー太平洋の熱帯域に分布する2種が知られる。

## 形態
体は横長で、側扁する。頭部背面はやや凸状で、吻部は目の直径より長い。両種とも前鰓蓋骨は丸く、縁は鋸状で、下縁は分厚い。鰓蓋には3つの扁平な棘があり、上縁は直線状。上下の顎の前方に1対の大きな犬歯があり、下顎の中央にも1-3本の大きな犬歯がある。背鰭は9棘13-15軟条から成る。背鰭の棘と棘の間の膜は無いか、わずかに切れ込んでいる。臀鰭は3棘8軟条から成る。尾鰭は三日月形で、上下端の条が伸長する。

## 分布・生態
紅海から南アフリカを含むインド洋から中部太平洋の熱帯域に分布する。水深200m以浅のサンゴ礁や岩礁域に生息し、島や沖合といった透明度の高い海域を好む。主に魚を捕食する肉食魚である。

## 種
2023年現在、2種が知られる。
- Variola albimarginata Baissac, 1953 オジロバラハタ
- Variola louti (Forsskål, 1775) バラハタ